# Societatea artiștilor polonezi Sztuka

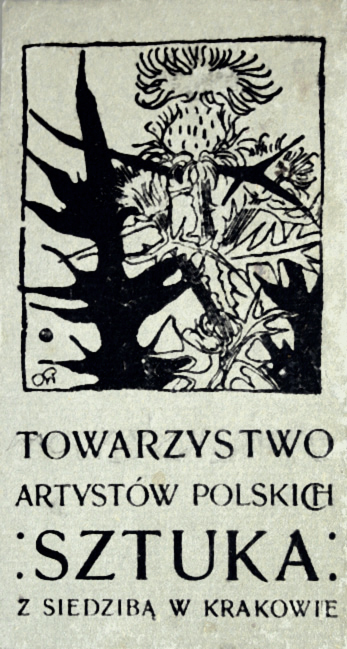
Societatea artiștilor polonezi „Sztuka”

Societatea artiștilor polonezi „Sztuka” sau Asociația Sztuka (poloneză Towarzystwo Artystów Polskich "Sztuka", Sztuka înseamnă artă) este fondată în anul 1897 în Cracovia. Societatea Stzuka a avut ca membri artiștii polonezi proeminenți de la sfârșitul secolului al XIX-lea, artiști ce au trăit în părțile dezmembrate ale Poloniei. Scopul principal al Societății era să reafirme importanța și caracterul unic al artei contemporane poloneze, de sfârșit de secol, când Polonia nu mai exista ca națiune suverană.
Ideea înființării noii societăți a venit de la o expoziție de artă inovatoare care s-a inaugurat la data de 27 mai 1897 în Piața Centrală din Cracovia. Această expoziție denumită  Expoziție Specială de Pictură și Sculptură (poloneză Wystawa osobna obrazów i rzeźb), a fost organizată de pictorii moderniști polonezi. Evenimentul a fost vizitat de circa 6.000 de oameni și s-a proclamat ca fiind un mare succes de public. Prima reuniune a Societății Stzuka a avut loc în data de 27 octombrie 1897. Printre membrii fondatori se regăsește generația cadrelor didactice a Școlii de Arte Frumoase din Cracovia, incluzând aici și viitorii rectori ai academiei:  Leon Wyczółkowski, Teodor Axentowicz, Jacek Malczewski, Józef Mehoffer, precum și artiștii Józef Chełmoński, Julian Fałat, Antoni Piotrowski, Jan Stanisławski, Włodzimierz Tetmajer și Stanisław Wyspiański.

## Idealurile societății
Filozofia Societății artiștilor polonezi Sztuka nu a fost una omogenă, ea cuprindea toate curentele de circulație ale momentului cum erau: Tânăra Polonie, neoromantism, simbolism, impresionism și Art Nouveau. Sculptura a fost reprezentată în cadrul Sztuka de către Xawery Dunikowski, Bolesław Biegas, Konstanty Laszczka, și Wacław Szymanowski.  Istoricul Maria Poprzecka scria că pentru moderniștii polonezi a fost un „happy hour”, deoarece tendințele dominante în arta europeană a vremii au fost perfect aliniate cu pesimismul extrem al polonezilor aflați sub dominație străină.
Calitatea de membru al societății a fost foarte bine controlată, tocmai în scopul de a proteja identitatea culturală a ei. Acest lucru era deosebit de important în perspectiva faptului că polonezii se prezentau în exteriorul țarii lor sub steagul ocupanților lor. De exemplu, cu ocazia Expoziției Internaționale de la München din 1892 când s-a creat un departament polonez de reprezentare, reacția oficialului țarist al Varșoviei controlată de ruși a fost o provocare politică. Ca urmare la Expoziția Mondială din anul 1900, polonezii din sectorul rus al Poloniei ocupate aveau ca reprezentanți doar etnici ruși.
Societatea Sztuka a supraviețuit celor două războaie mondiale, numărul membrilor crescând, deoarece au aderat la ea o mulțime de artiști celebrii cum ar fi Olga Boznańska și Józef Pankiewicz. Rolul societății a început să se diminueze cu trecerea timpului, mai ales în perioada interbelică. Astfel s-a ajuns ca Societatea să fie criticată vehement cum că ar fi o societate exclusivistă și că ar avea idealuri naționaliste. Cu toate acestea, Societatea Sztuka a fost desființată numai sub sistemul stalinist în anul 1950.

## Emblema Societății Sztuka
Cu ocazia Expoziției Speciale de Pictură și Sculptură din 27 mai - 27 iunie 1897, pictorul Teodor Axentowicz a proiectat un poster pe care a trecut numele tuturor participanților și a pus în prim-plan o imagine de cap de femeie înscris într-un cerc și cuvântul „Sztuka” înscris pe diagonală. Acest cap și inscripția a devenit emblema Societății artiștilor polonezi Sztuka.

## Înființare și membrii fondatori

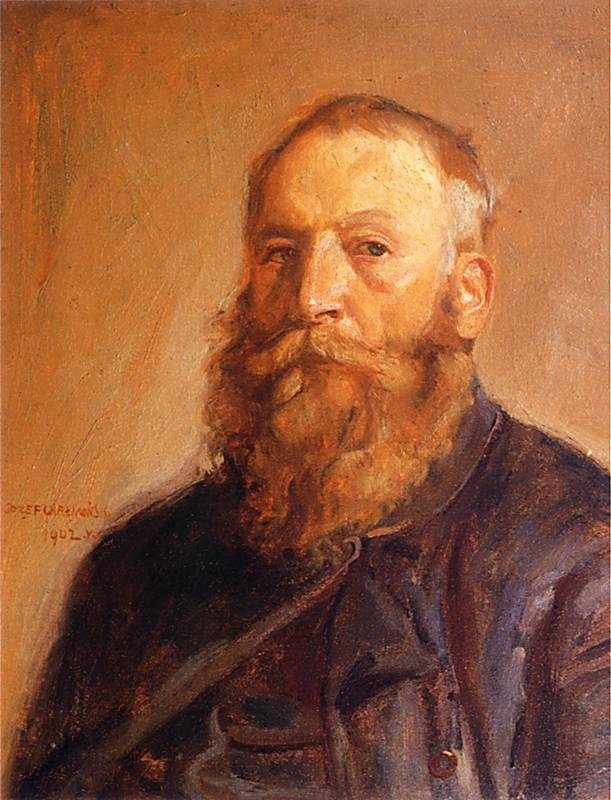
Józef Chełmoński, primul președinte Sztuka

Cu ocazia Adunării Generale din data de 27 octombrie 1897, s-a ales președintele Societății în persoana lui pictorului Józef Chełmoński și comitetul format din Jan Stanisławski ca vicepreședinte, Teodor Axentowicz ca trezorier și Józef Mehoffer ca secretar. Cu totul, Societatea a avut cincisprezece membri. Cu această ocazie s-a luat decizia de organizare a unei expoziții la Varșovia în decembrie, respectiv ianuarie 1898.
Membrii fondatori au fost:
- Teodor Axentowicz
- Józef Chełmoński
- Julian Fałat
- Jacek Malczewski
- Józef Mehoffer
- Antoni Piotrowski
- Jan Stanisławski
- Włodzimierz Tetmajer
- Leon Wyczółkowski
- Stanisław Wyspiański

## Alți membri
- Stanisław Borysowski
- Wlastimil Hofman
- Władysław Jarocki
- Stanisław Kamocki
- Stanisław Lentz
- Fryderyk Pautsch
- Ignacy Pieńkowski
- Ferdynand Ruszczyc
- Kazimierz Stabrowski

## Galeria membrilor fondatori

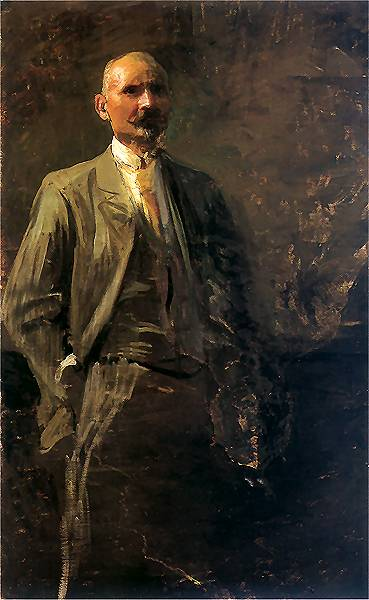
Wyczółkowski
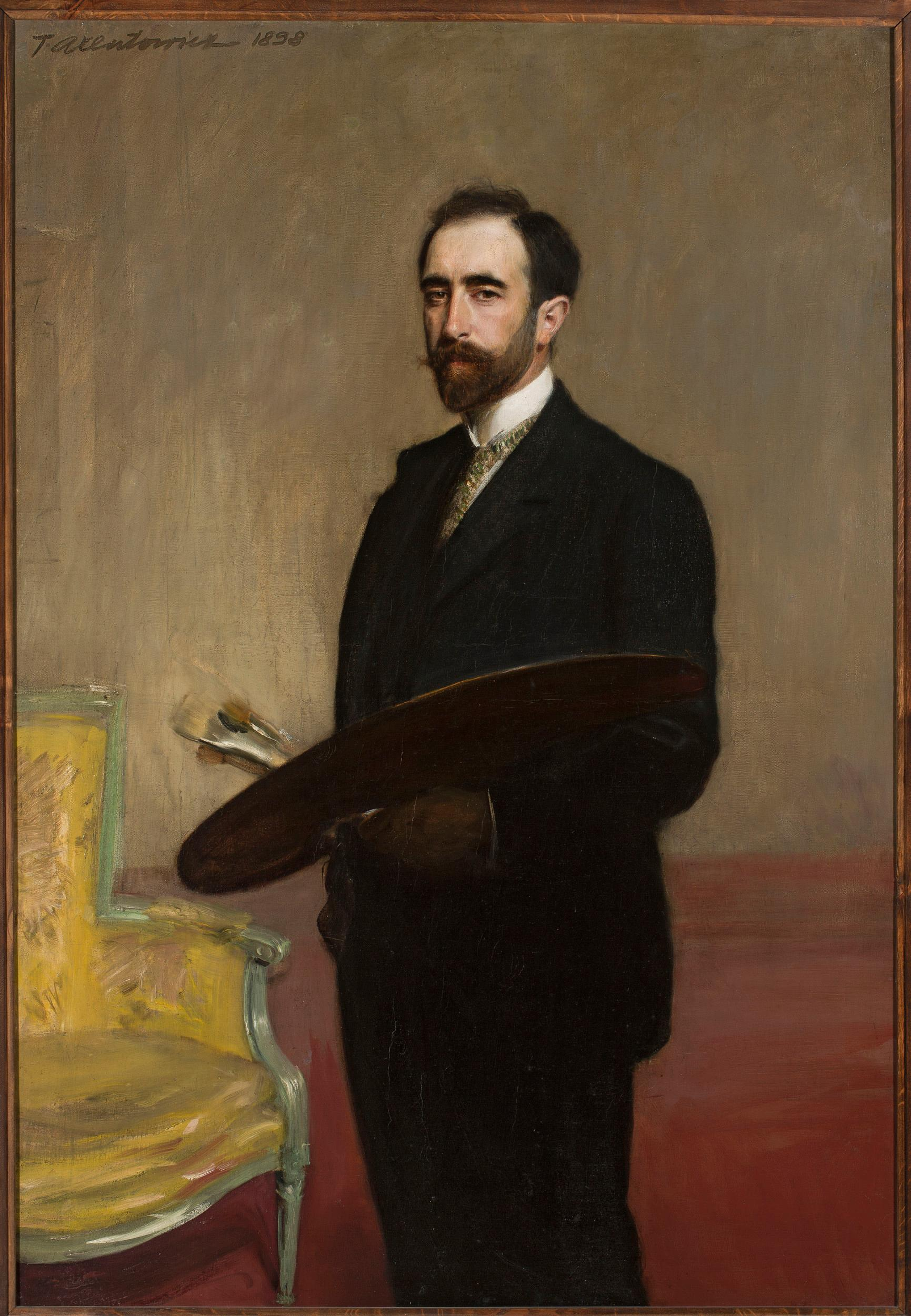
Axentowicz
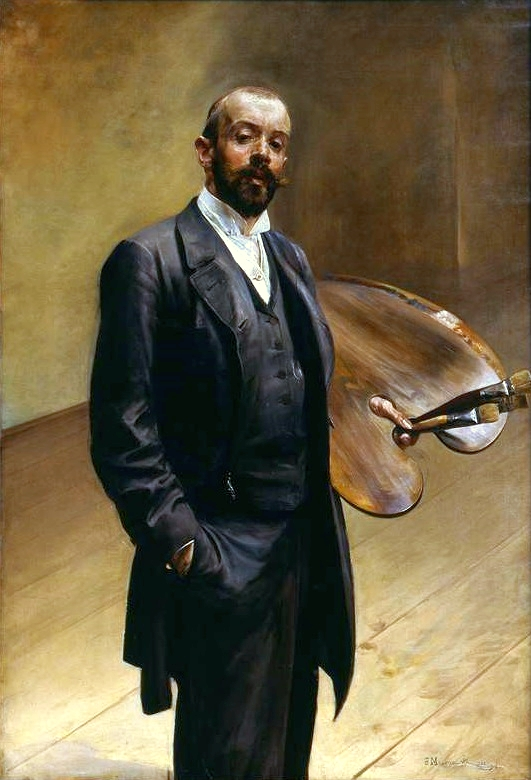
Malczewski
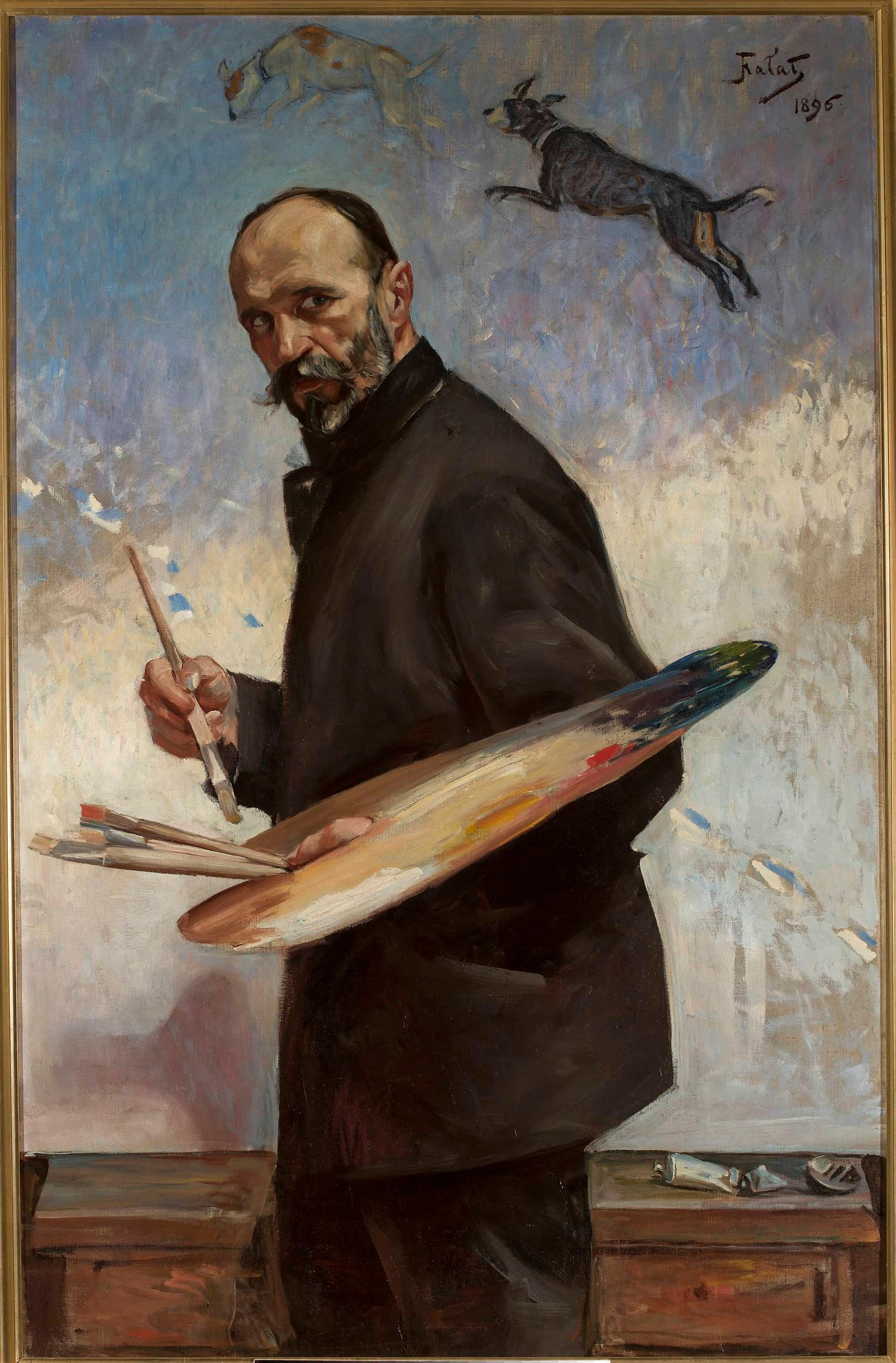
Fałat
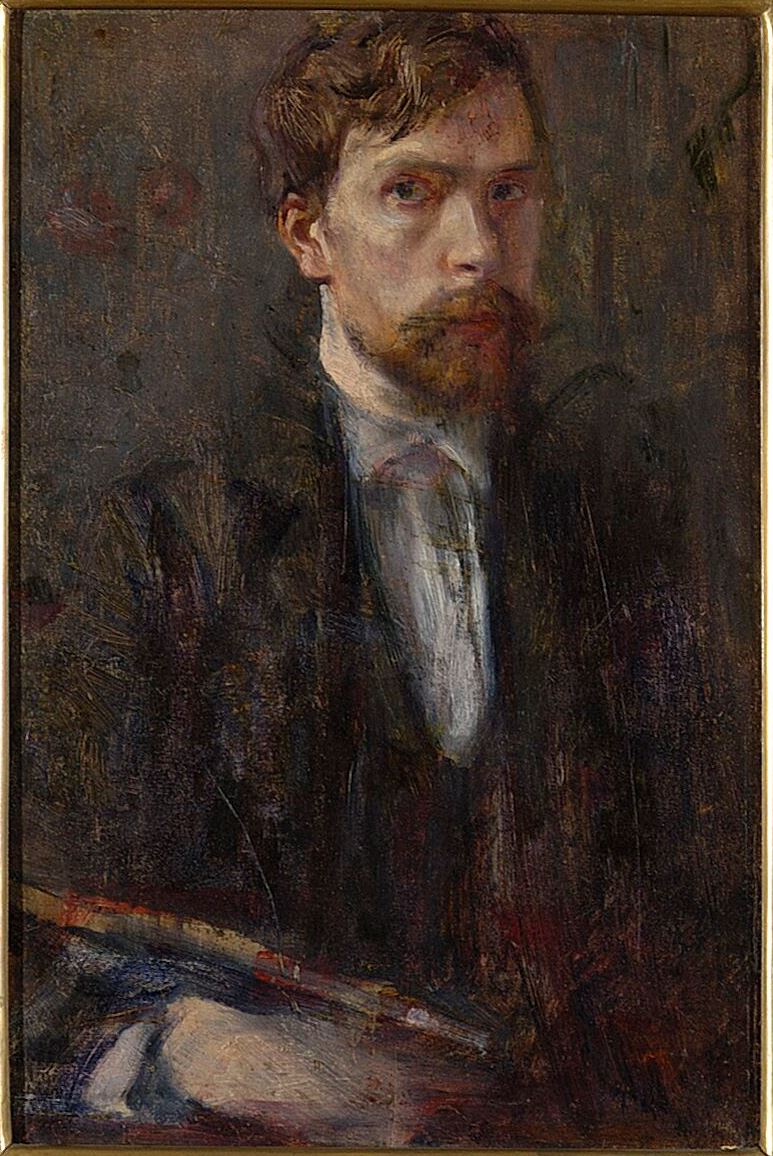
Wyspiański